# Anna Suchardová-Brichová
Anna Suchardová–Brichová, křtěná Anna Františka Ludvíka (3. února 1883 Blatná – 28. ledna 1944 Praha) byla česká pedagožka kreslení, malířka a loutkářka.

## Životopis
Rodiče Anny byli Ludvík Brich, ředitel měšťanské školy v Blatné a Marie Gabriela Brichová-Astlová (1847) z Prahy, svatbu měli r. 1875. Měla dva starší sourozence: Marii (1. 7. 1876) a Miroslava (13. 12. 1878). Její manžel byl Vojtěch Sucharda, spolužák ze studií na Uměleckoprůmyslové škole v Praze (UMPRUM). Měli spolu dvě dcery Annu Podzemnou-Suchardovou (1909–1996) a Olgu Turk-Suchardovou (1911–2005).
Kromě UMPRUM absolvovala Anna malířskou školu Ferdinanda Engelmüllera a studijní cestu do Mnichova. Byla členkou Kruhu výtvarných umělkyň (KVU), od roku 1916 se zúčastňovala výstav výtvarného odboru Ústředního spolku českých žen a později členských výstav KVU. Byla odbornou učitelkou kreslení a malířkou květinových zátiší.
Anna se věnovala nejen malbě ale i tvorbě dekorativních předmětů užitého umění. Od roku 1919 navrhovala dekorace a kostýmy pro loutkové divadlo. V roce 1920 se svým manželem založili v Praze loutkovou scénu V Říši loutek. Na formování profilu Říše loutek se podílela i jako autorka řady loutkových her, vypravěčka a příležitostně i režírovala. Její tvorbu ovlivnil Josef Wenig, inspirovala se českými pohádkami a také pohádkami z Orientu. Jako autorka loutkových her zdůrazňovala důležitost výchovného působení loutkového divadla na děti prostřednictvím silného citového zážitku.
V Praze XIX Bubeneč bydlela na adrese Mánesova 151.

## Dílo

### Loutkové divadlo
- Dlouhý, Široký a Bystrozraký: K. J. Erben – upravila. 1920
- Mikuláš – 1920
- Víla Slověnka a zlý král Germon – 1920
- Tři zlaté vlasy Děda-Vševěda: národní pohádka K. J. Erbena – pro loutkové divadlo upravila o 6 jednáních. Praha: Jindřich Veselý, 1921
- Sómaprahba – 1922
- Maharadža a princezna Pabhavati – 1923
- Turandot, princezna čínská: Carlo Gozzi – upravila. 1924
- Album divadelních krojů se střihy pro loutky a slovním doprovodem – Choceň: Loutkář, 1926
- Výtvarná práce na loutkovém divadle – Loutkář 1928–1929, s. 121
- O Honzovi – 1930
- O Popelce – 1931
- Kašpárkovo putování za smíchem: Václav Barth, Anna Suchardová-Brichová, Vladimír Šmejkal – 1936.
- Ošklivý mahárádža a krásná princezna: výpravná hra o 5 jednáních: napsáno volně podle staré indické pohádky – Holešov: Fr. J. Balatka, 1937
- Betlém našeho dědečka – 1939
- Čarovný plášť: podle Hanse Christiana Andersena – 1940
- Cvrček houslista – 1942

### Obrazy
1. Černá krajkovina: olej, olej na skle
2. Floxy: olej
3. Květinové zátiší: olej, rozměr s rámem 56 cm × 68 cm, 1903
4. Kytice: kvaš, 80 cm × 45 cm

## Výstavy

### Autorské
- 1983 Anna Suchardová-Brichová: Výběr z díla z let 1905 - 1943, Městské muzeum, Blatná

### Kolektivní
- 1921/1922 Loutkářská výstava, Topičův salon, Praha
- 1952 Svaz českých výtvarných umělců III. středisko Mánes. III. členská výstava, Mánes, Praha

## Galerie

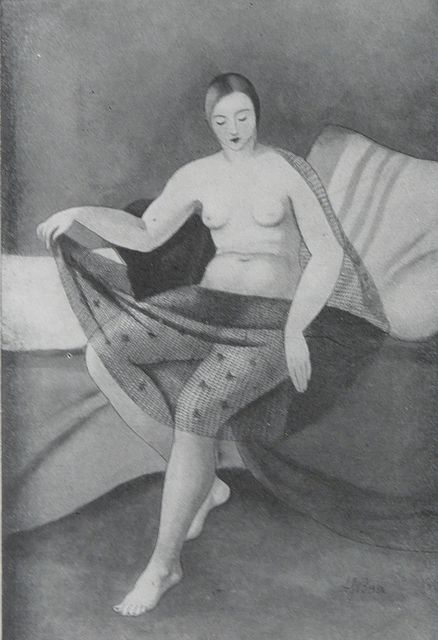
Černá krajkovina, olej - olej na skle (kolem 1935)
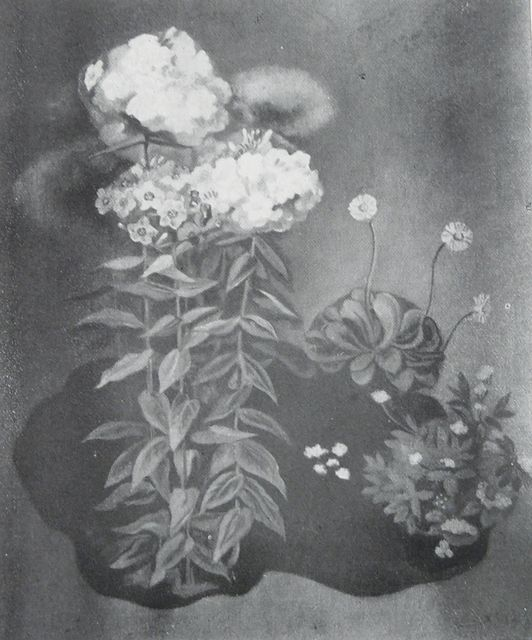
Floxy, olej (kolem 1935)
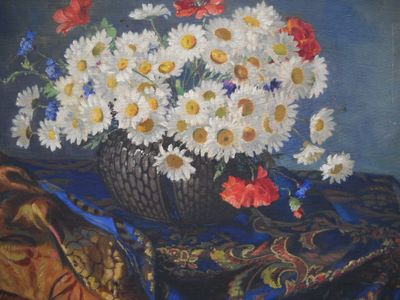
Květinové zátiší, olej na plátně (1903)